# Soure (Pará)
Soure is een gemeente in de Braziliaanse deelstaat Pará. De plaats ligt op het eiland Marajó. De gemeente telt 22.459 inwoners (schatting 2009).

## Aangrenzende gemeenten
De gemeente grenst op het eiland Marajó aan Cachoeira do Arari, Chaves en Salvaterra.
Over het water van de baai Baía de Marajó grenst de gemeente aan Colares, São Caetano de Odivelas en Vigia. 